# Сюнбаатарин Янжмаа
В това монголско име Сюнбаатарин е презиме, а Янжмаа е лично име.
Сюнбаатарин Янжмаа, също Немендейен Янжмаа, е видна монголска политичка.
Остава вдовица на Сухе Батор Дамдин – вожд на Монголската народна революция от 1921 г., министър на отбраната и главнокомандващ въоръжените сили на страната (1921 – 1923), народен герой на Монголия.
Тя е член на Политбюро на ЦК на Народната революционна партия от 1940 до 1954 г. Секретар е на партийния Централен комитет от 1941 до 1947 г.
Избирана е за член на парламента – на Малкия хурал от 1940 до 1950 г. и на Великия хурал от 1950 до 1962 г. След смъртта на Гончигийн Бумценд временно заема длъжността президент през периода 23 октомври 1953 г. – 7 юли 1954 г. Янжмаа е сред първите жени, заемали толкова висок пост.